# Рюттен, Герард
Герард Рюттен (нидерл. Gerard Rutten, 19 июля 1902 — 28 июня 1982) — голландский режиссёр и сценарист.

## Биография
Первые две попытки режиссёра снять звуковое кино не увенчались успехом, однако его третья попытка, фильм «Мёртвая вода», принесла Рюттену успех.

## Избранная фильмография
- 1931 : Finale
- 1932 : Terra Nova
- «Мёртвая вода» (1934, Dood water) — приз кинофестиваля в Венеции за Лучшую кинематографию (1934).